# دریایخ جنوبگان

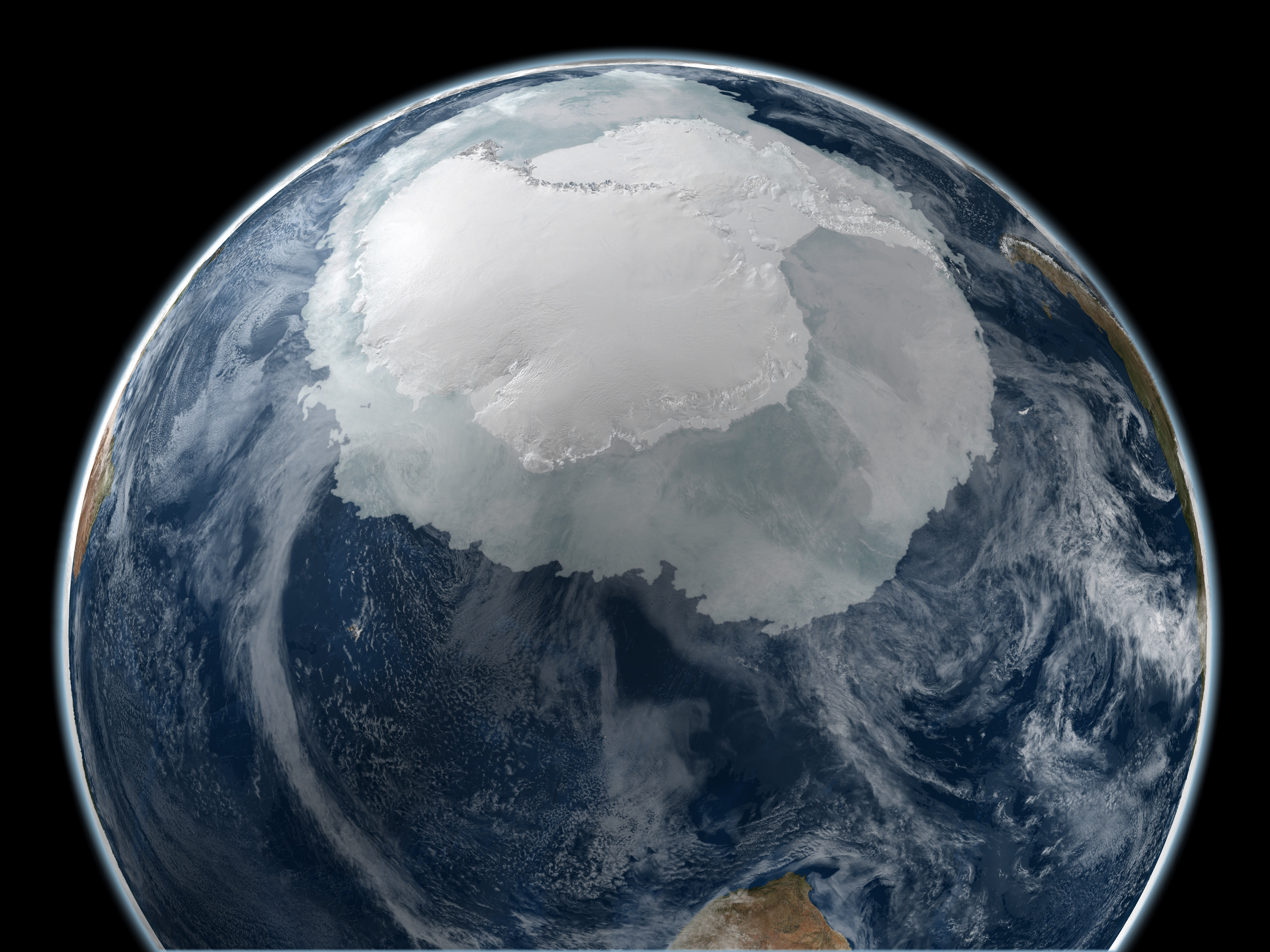
تصویر ماهواره‌ای در ۲۱ سپتامبر ۲۰۰۵ که منطقه کامل جنوبگان در آن قابل مشاهده است.

دریایخ جنوبگان به دریایخ اقیانوس جنوبگان گفته می‌شود که در زمستان به سمت شمال گسترش زیادی یافته و در تابستان تا حوالی خط ساحلی پسروی می‌کند. دریایخ، آب یخ‌بسته دریاست که معمولاً ضخامت آن کمتر از چند متر است و با یخ‌تاق که توسط یخچال طبیعی تشکیل و در دریا شناور شده و ضخامت آن گاهی به یک کیلومتر نیز می‌رسد، تفاوت دارد.
دریایخ در اقیانوس جنوبگان برخلاف دریایخ شمالگان که ذوب آن به دلیل پوشیده‌شدن از برف، سطحی است، از پایین ذوب می‌شود؛ در نتیجه حوضچه ذوب به‌ندرت در آن دیده می‌شود. به طور میانگین دریایخ جنوبگان جوان‌تر، نازک‌تر، گرم‌تر، شورتر و متحرک‌تر از دریایخ شمالگان است. دریایخ جنوبگان به دلیل دوردست‌تر بودن نسبت به دریایخ شمالگان کمتر مطالعه شده است.